# Hans Christoph Ernst von Gagern
Hans Christoph Ernst von Gagern, född 25 januari 1766 i Kleinniedesheim nära Worms, död 22 oktober 1852 i Hornau vid Frankfurt am Main, var en tysk friherre, statsman och politisk skriftställare. Han var far till Friedrich, Heinrich och Max  von Gagern.
von Gagern blev 1791 nassau-weilburgskt sändebud vid tyska riksdagen och därefter i Paris. Han var en ivrig motståndare till franska republiken och Napoleon I och deltog 1812 i planen till ett uppror i Tyrolen mot det franska herraväldet.
År 1814 blev von Gagern som statsminister ställd i spetsen för de oranien-nassauska ländernas förvaltning. Han tog verksam del i skapandet av kungariket Nederländerna samt var dettas och huset Nassaus sändebud vid Wienkongressen 1815. 
På tyska förbundsdagen var von Gagern till 1818 ombud för storhertigdömet Luxemburg och verkade som sådant i liberal anda samt påyrkade införandet av representativa författningar i alla förbundsstater. 
Efter att 1820 ha blivit pensionerad av nederländska hovet, sysselsatte sig von Gagern med litterära arbeten. Bland hans skrifter kan framför allt nämnas det intressanta memoarverket Mein Antheil an der Politik (fyra delar 1823-33, femte och sjätte delarna 1845).